# Уэсли, Майкл
Майкл Уэсли (англ. Michael Wasley; род. 1990) — английский профессиональный игрок в снукер.

## Биография и карьера
Родился 23 февраля 1990 года в Глостере.
Стал профессионалом в 2012 году, пройдя квалификацию через Event 3 Q School, получив возможность двухлетнего участия в Мэйн-туре на снукерные сезоны 2012/13 и 2013/14. Его самым большим достижением на сегодняшний день является попадание в 1/8 финала чемпионата мира 2014 года.
Первым профессиональным матчем Майкла Уэсли была победа со счетом 5:4 над Лиамом Хайфилдом в квалификации на Wuxi Classic 2012 года. Но в следующем раунде он проиграл Пассакорну Суваннавату со счётом 1:5.
Свой первый год в Мэйн-туре Уэсли окончил, заняв 80-е место в мировом рейтинге.